# ナタン・アケ
ナタン・ベンジャミン・アケ（Nathan Benjamin Aké, 1995年2月18日 - ）は、オランダ・南ホラント州デン・ハーグ出身のサッカー選手。オランダ代表。プレミアリーグ・マンチェスター・シティFC所属。ポジションはディフェンダー、ミッドフィールダー。
ネイサン・アケと表記されることもある。

## 経歴

### クラブ
12歳まで地元のADOデン・ハーグで育った後にフェイエノールトのユースに在籍した。この年代最高のタレントの一人と見られていたがフェイエノールトでのデビューを選ぶことなく、2011年夏にチェルシーFCへ移った。
2012年10月31日のリーグカップマンチェスター・ユナイテッドFC戦でベンチ入りすると、ロベルト・ディ・マッテオ監督によってナサニエル・チャロバーとの交代でトップチームデビューを果たした。2012年12月26日にはラファエル・ベニテス暫定監督のもとでノリッジ・シティFC戦で91分にフアン・マタとの交代でプレミア･リーグにデビューした。2013年2月27日のFAカップミドルズブラFC戦で初スタメンを果たした。
2015年3月25日にレディングFCにレンタル移籍した。一度2014-15シーズン終了後にチェルシーへ戻ったが、2015年8月14日にワトフォードFCへ2015-16シーズン終了までレンタル移籍した。ワトフォードでは同シーズンのFAカップベスト4進出に貢献し、クラブの年間最優秀若手選手賞を受賞した。
2016年6月30日、AFCボーンマスへ2016-17シーズン終了までレンタル移籍をしたが、2017年1月8日、監督を務めるアントニオ・コンテの意向により、チェルシーに復帰したが、その後ボーンマスに完全移籍。再加入後後はディフェンスリーダーとして君臨した。
2020年8月5日、マンチェスター・シティFCと5年契約を締結したことが発表された。加入初年度と次年度は厚いセンターバック層に割って入ることができず、出場機会も限定されていた。ただ、2022年1月1日のアーセナルFC戦ではプレーを「英雄的」と称賛されるなど、一定の評価を得ていた。そのため、2021-22シーズン終了後には古巣のチェルシーが獲得に動いたが、高額な移籍金を理由に断念した。

### 代表
U-17オランダ代表として2011年と2012年のUEFA U-17欧州選手権で優勝。2011年のチームでは控えだったが、2012年のチームではキャプテンマークを巻いた。
2017年5月18日、国内で行われる親善試合のモロッコ代表とコートジボワール代表を戦うオランダ代表のメンバーに初招集された。この時初招集を受けたのはアケとFCフローニンゲンに在籍していたセルジオ・パットであり、監督はディック・アドフォカートだった。そして5月31日、モロッコ戦で左サイドバックの位置で先発フル出場を果たし、A代表デビューを飾った。この試合以降定期的に代表に招集され、2018年6月4日のイタリア代表との親善試合ではヘッドによるゴールでA代表初得点を記録している。
2021年5月、UEFA EURO 2020参加メンバーに選出された。グループリーグ初戦のウクライナ戦ではデンゼル・ダンフリースの決勝ゴールをアシスト、勝利に貢献した。
2022年11月、2022 FIFAワールドカップに出場するオランダ代表メンバーに登録された。

## 個人成績

### クラブ
2022-23シーズン終了時点
| クラブ                 | シーズン     | リーグ             | リーグ戦 | リーグ戦 | カップ戦 | カップ戦 | リーグ杯 | リーグ杯 | 国際大会 | 国際大会 | その他 | その他 | 合計 | 合計 |
| クラブ                 | シーズン     | リーグ             | 出場     | 得点     | 出場     | 得点     | 出場     | 得点     | 出場     | 得点     | 出場   | 得点   | 出場 | 得点 |
| ---------------------- | ------------ | ------------------ | -------- | -------- | -------- | -------- | -------- | -------- | -------- | -------- | ------ | ------ | ---- | ---- |
| チェルシー             | 2012-13      | プレミアリーグ     | 3        | 0        | 1        | 0        | 0        | 0        | 2        | 0        | 0      | 0      | 6    | 0    |
| チェルシー             | 2013-14      | プレミアリーグ     | 1        | 0        | 0        | 0        | 0        | 0        | 0        | 0        | 0      | 0      | 1    | 0    |
| チェルシー             | 2014-15      | プレミアリーグ     | 1        | 0        | 1        | 0        | 2        | 0        | 1        | 0        | 0      | 0      | 5    | 0    |
| チェルシー             | 通算         | 通算               | 5        | 0        | 2        | 0        | 2        | 0        | 3        | 0        | 0      | 0      | 12   | 0    |
| レディング (loan)      | 2014-15      | チャンピオンシップ | 5        | 0        | 0        | 0        | 0        | 0        | -        | -        | 0      | 0      | 5    | 0    |
| レディング (loan)      | 通算         | 通算               | 5        | 0        | 0        | 0        | 0        | 0        | -        | -        | 0      | 0      | 5    | 0    |
| ワトフォード (loan)    | 2015-16      | プレミアリーグ     | 24       | 1        | 3        | 0        | 1        | 0        | -        | -        | 0      | 0      | 28   | 1    |
| ワトフォード (loan)    | 通算         | 通算               | 24       | 1        | 3        | 0        | 1        | 0        | -        | -        | 0      | 0      | 28   | 1    |
| ボーンマス (loan)      | 2016-17      | プレミアリーグ     | 10       | 3        | 0        | 0        | 2        | 0        | -        | -        | 0      | 0      | 12   | 3    |
| ボーンマス (loan)      | 通算         | 通算               | 10       | 3        | 0        | 0        | 2        | 0        | -        | -        | 0      | 0      | 12   | 3    |
| チェルシー             | 2016-17      | プレミアリーグ     | 2        | 0        | 3        | 0        | 0        | 0        | -        | -        | 0      | 0      | 5    | 0    |
| チェルシー             | 通算         | 通算               | 2        | 0        | 3        | 0        | 0        | 0        | -        | -        | 0      | 0      | 5    | 0    |
| ボーンマス             | 2017-18      | プレミアリーグ     | 38       | 2        | 1        | 0        | 1        | 0        | -        | -        | 0      | 0      | 40   | 2    |
| ボーンマス             | 2018-19      | プレミアリーグ     | 38       | 4        | 0        | 0        | 1        | 0        | -        | -        | 0      | 0      | 39   | 4    |
| ボーンマス             | 2019-20      | プレミアリーグ     | 29       | 2        | 1        | 0        | 0        | 0        | -        | -        | 0      | 0      | 30   | 2    |
| ボーンマス             | 通算         | 通算               | 105      | 8        | 2        | 0        | 2        | 0        | -        | -        | 0      | 0      | 109  | 8    |
| マンチェスター・シティ | 2020-21      | プレミアリーグ     | 10       | 1        | 0        | 0        | 1        | 0        | 2        | 0        | 0      | 0      | 13   | 1    |
| マンチェスター・シティ | 2021-22      | プレミアリーグ     | 14       | 2        | 5        | 0        | 1        | 0        | 6        | 1        | 1      | 0      | 27   | 3    |
| マンチェスター・シティ | 2022-23      | プレミアリーグ     | 26       | 1        | 3        | 1        | 3        | 1        | 8        | 0        | 1      | 0      | 41   | 3    |
| マンチェスター・シティ | 2023-24      | プレミアリーグ     |          |          |          |          |          |          |          |          |        |        |      |      |
| マンチェスター・シティ | 通算         | 通算               | 50       | 4        | 8        | 1        | 5        | 1        | 16       | 1        | 2      | 0      | 81   | 7    |
| キャリア通算           | キャリア通算 | キャリア通算       | 201      | 16       | 18       | 1        | 12       | 1        | 19       | 1        | 2      | 0      | 252  | 19   |

## 代表歴

### 出場大会
- U-17オランダ代表
  - 2012年 - UEFA U-17欧州選手権（優勝）

### 試合数
- 国際Aマッチ 42試合 5得点（2017年-）[14]

| オランダ代表 | 国際Aマッチ | 国際Aマッチ |
| 年           | 出場        | 得点        |
| ------------ | ----------- | ----------- |
| 2017         | 5           | 0           |
| 2018         | 5           | 1           |
| 2019         | 3           | 1           |
| 2020         | 6           | 0           |
| 2021         | 4           | 0           |
| 2022         | 11          | 1           |
| 2023         | 8           | 2           |
| 2024         |             |             |
| 通算         | 42          | 5           |

## タイトル

### クラブ
チェルシーU-18
- FAユースカップ：1回 (2011-12)

チェルシーU-21
- U-21プレミアリーグ：1回 (2013-14)

チェルシー
- プレミアリーグ：1回 (2016-17)
- フットボールリーグカップ：1回 (2014-15)
- UEFAヨーロッパリーグ：1回 (2012-13)

マンチェスター・シティ
- プレミアリーグ：3回 (2020-21, 2021-22, 2022-23)
- FAカップ：1回 (2022-23)
- EFLカップ：1回 (2020-21)
- UEFAチャンピオンズリーグ：1回（2022-23）
- UEFAスーパーカップ：1回（2023）

### 代表
U-17オランダ代表
- UEFA U-17欧州選手権：2回 (2011, 2012)

### 個人
- チェルシーFC年間最優秀新人賞：1回 (2012-13)
- ワトフォードFC年間最優秀若手選手賞：1回 (2015-16)